# 紀元前238年
紀元前238年（きげんぜん238ねん）は、ローマ暦の年である。
当時は、「ティベリウス・センプロニウス・グラックスとプブリウス・ウァレリウス・ファルトが共和政ローマ執政官に就任した年」として知られていた（もしくは、それほど使われてはいないが、ローマ建国紀元516年）。紀年法として西暦（キリスト紀元）がヨーロッパで広く普及した中世時代初期以降、この年は紀元前238年と表記されるのが一般的となった。

## 他の紀年法
- 干支 : 癸亥
- 日本
  - 皇紀423年
  - 孝霊天皇53年
- 中国
  - 秦 - 始皇9年
  - 楚 - 考烈王25年
  - 斉 - 斉王建27年
  - 燕 - 燕王喜17年
  - 趙 - 悼襄王7年
  - 魏 - 景湣王5年
  - 韓 - 韓王安元年
- 朝鮮 :
- ベトナム :
- 仏滅紀元 : 309年
- ユダヤ暦 :

## できごと

### カルタゴ
- ハミルカル・バルカは、カルタゴを包囲する傭兵の軍の補給線を攻撃し、街の包囲を解いた。彼はその後、傭兵の軍と何度も戦って均衡を崩した。ハミルカルは、のこぎり山の戦いで、箱の側面のように垂直に切り立った断崖を成す峡谷に傭兵軍を追い込み、包囲した。
- スペンディウスに率いられた傭兵軍は、包囲を解こうと戦ったが、カルタゴ軍にことごとく阻止された。この戦いの後、ハミルカルは4万人もの傭兵を処刑した。
- ハミルカルの軍は、リビアで反乱を起こしたいくつかの街を次々と征服し、ウティカとヒパクリテアを除く街は降伏した。
- ハミルカルとハンニバル（ハンニバル・バルカとは別人）の軍は、チュニスでマトスの傭兵軍を包囲し、傭兵軍の守る城壁から見えるところで捕虜にした傭兵軍の指導者らを磔に処した。
- マトスはハンニバル軍の守備の弱点を突いて攻撃を仕掛け、ハンニバルと数人の将軍を捕らえた。傭兵軍は、捕らえた数人の将軍を虐殺した。
- 大ハンノに率いられたカルタゴ軍の増援部隊が戦いに加わった。彼らはマトスの傭兵軍を破り、マトスを捕らえた。
- カルタゴ軍はウティカとヒパクリテアを包囲し、占領し、カルタゴの市民戦争は終結した。
- 共和政ローマは、サルデーニャの支配権を巡って、カルタゴに宣戦布告した。しかしカルタゴはローマに逆らわず、サルデーニャに対する一切の主張を放棄した。

### エジプト
- プトレマイオス3世とその后ベレニケ2世を称える内容のカノプス勅令の碑文が作られた。

### ペルシア
- イランの遊牧民族であるパルニ氏族の長であるアルサケス1世は、パルティアに侵略し、サトラップであるアンドラゴラスを殺害した。

### 中国
- 秦が魏を攻撃し、垣と蒲陽を奪った。
- 秦王政が雍に入り、加冠と帯剣の礼をおこなった。
- 秦の嫪毐が王の御璽と偽って兵を起こし、蘄年宮を攻撃しようとした。呂不韋および昌平君と昌文君が兵を発して嫪毐を攻撃し、咸陽で戦って嫪毐を敗走させた。嫪毐らは捕らえられて、その一族を滅ぼされた。
- 秦の太后が雍の萯陽宮に移され、その2子が殺害された。
- 秦で4月に寒気に襲われ、民衆に凍死者が出た。
- 秦の楊端和が魏を攻撃し、衍氏を奪った。
- 楚の考烈王が死去し、春申君が李園の部下に殺害された。幽王が即位した。

## 死去
- アンドラゴラス - パルティアのサトラップ
- 荀子 - 中国の思想家
- ハンニバル - カルタゴの将軍
- 嫪毐 - 秦の宦官
- 考烈王 - 楚の王
- 春申君 - 楚の政治家、戦国四君のひとり